# Podisma emiliae
Podisma emiliae Ramme, 1926, è un ortottero appartenente alla famiglia Acrididae, endemico dell'Appennino tosco-emiliano.

## Descrizione
Con colorazioni di base che vanno dal verde oliva al verde scuro e linee nere molto piccole sul torace dei maschi ma evidenti nell'addome di maschi e femmine, Podisma emiliae non dimostra un grande dimorfismo sessuale tranne che per le dimensioni (la femmina è di 25-26 mm mentre il maschio è sui 20-21 mm) e per una particolarità della colorazione, ovvero che spesso è più scura nei maschi. Specie attera, questa cavalletta ha comunque un paio di ali vestigiali. I femori sono di colore variabile dal giallo a verde ma i bordi presentano sempre strisce alternate di nero e arancione. Le tibie invece sono bluastre con spine di colore bianco, carattere di distinzione da altre specie della sottofamiglia Melanoplinae. 

## Distribuzione e habitat

Podisma emiliae

Podisma emiliae è endemico dell'Appennino tosco-emiliano. Ha un areale di circa 50 km², che va dal sud-est del monte Cimone al parco regionale del Corno alle Scale, la località tipica è la Val Gorgo. La si trova nei prati e pascoli, dai 1300 ai 1700 m.

## Conservazione
La Lista rossa IUCN classifica Podisma emiliae come specie in pericolo critico di estinzione (Critically Endangered), in quanto è diffusa in un'area molto piccola.